# Denière et Matelin
Denière et Matelin est une maison de bronziers parisienne ayant produit des objets patinés et de bronze doré pendant la période du Directoire et du Premier Empire.

## Historique
Nommée d’après Jean-François Denière (1774-1866) et François Thomas Matelin (1759-1815), cette entreprise est connue pour sa production de meubles dorés au mercure, candélabres, torchères et horloges décoratives. Fournisseur de la cour avant 1789, cette société a principalement exporté vers les cours et les nobles européens et les États-Unis émergents,, entre la Révolution et le Consulat. Sous l’Empire, l’entreprise a retrouvé sa faveur, produisant des meubles, des candélabres et des horloges pour les palais du régime impérial.